# Cotton Eye Joe
"Cotton Eye Joe" is een nummer van de Zweedse band Rednex. Het verscheen op hun debuutalbum Sex & Violins uit 1995. Op 5 augustus 1994 werd het uitgebracht als de eerste single van de groep.

## Achtergrond
"Cotton Eye Joe" is geschreven door Janne Ericsson, Örjan Öban Öberg, Pat Reiniz en geproduceerd door Reiniz. Het nummer is gebaseerd op het traditionele Amerikaanse volksliedje "Cotton-Eyed Joe", dat al voor 1861 bestond. Het lied combineert de eurodancestijl van de groep met traditionele Amerikaanse country-instrumenten, zoals de banjo en de fiddle. Het bekende refrein wordt gezongen door groepslid Göran Danielsson, die niet in de videoclip te zien is, terwijl de coupletten worden gezongen door Annika Ljungberg.
Ten tijde van de uitgave van "Cotton Eye Joe" werd het vergeleken met instrumentale tracks zoals "Swamp Thing" van The Grid en "Everybody Gonfi-Gon" van 2 Cowboys. Oorspronkelijk zou dit lied ook instrumentaal zijn, maar uiteindelijk werd er toch een versie met zang opgenomen. Charles Hunfeld, marketingmanager van platenmaatschappij Zomba, vertelde hierover: "Waar de andere eigenlijk instrumentale 'country-house'-nummers zijn, heeft Rednex een vocale opname gemaakt. Alhoewel het dat oorspronkelijk niet was. Nadat we de eerste demoversie hoorden, moesten we het wat meer A&R-vriendelijk maken. Het effect van het nummer in de clubs is niet te meten. [...] Binnen een seconde lijkt het alsof iedereen de gekkekoeienziekte heeft."
"Cotton Eye Joe" werd een grote hit. Het bereikte de nummer 1-positie in onder meer thuisland Zweden en de Britse UK Singles Chart, net als in Denemarken, Duitsland, Finland, Nieuw-Zeeland, Noorwegen, Oostenrijk, Schotland en Zwitserland. Ook in Nederland piekte het op de eerste plaats in zowel de Top 40 als in de Mega Top 50, en in Vlaanderen werd tevens de eerste positie in een voorloper van de Ultratop 50 gehaald. In de Verenigde Staten kwam de single niet verder dan plaats 25 in de Billboard Hot 100.
In 2002 werd een nieuwe danceversie van het lied uitgebracht ter promotie van het verzamelalbum The Best of the West onder de titel "Cotton Eye Joe 2002". Deze versie bereikte plaats 32 in de Oostenrijkse hitlijsten, plaats 81 in Australië en plaats 83 in Duitsland.

## Hitnoteringen

### Nederlandse Top 40
| Hitnotering: 06-08-1994 t/m 12-11-1994 | Hitnotering: 06-08-1994 t/m 12-11-1994 | Hitnotering: 06-08-1994 t/m 12-11-1994 | Hitnotering: 06-08-1994 t/m 12-11-1994 | Hitnotering: 06-08-1994 t/m 12-11-1994 | Hitnotering: 06-08-1994 t/m 12-11-1994 | Hitnotering: 06-08-1994 t/m 12-11-1994 | Hitnotering: 06-08-1994 t/m 12-11-1994 | Hitnotering: 06-08-1994 t/m 12-11-1994 | Hitnotering: 06-08-1994 t/m 12-11-1994 | Hitnotering: 06-08-1994 t/m 12-11-1994 | Hitnotering: 06-08-1994 t/m 12-11-1994 | Hitnotering: 06-08-1994 t/m 12-11-1994 | Hitnotering: 06-08-1994 t/m 12-11-1994 | Hitnotering: 06-08-1994 t/m 12-11-1994 | Hitnotering: 06-08-1994 t/m 12-11-1994 | Hitnotering: 06-08-1994 t/m 12-11-1994 |
| Week                                   | 1                                      | 2                                      | 3                                      | 4                                      | 5                                      | 6                                      | 7                                      | 8                                      | 9                                      | 10                                     | 11                                     | 12                                     | 13                                     | 14                                     | 15                                     |                                        |
| -------------------------------------- | -------------------------------------- | -------------------------------------- | -------------------------------------- | -------------------------------------- | -------------------------------------- | -------------------------------------- | -------------------------------------- | -------------------------------------- | -------------------------------------- | -------------------------------------- | -------------------------------------- | -------------------------------------- | -------------------------------------- | -------------------------------------- | -------------------------------------- | -------------------------------------- |
| Positie                                | 19                                     | 9                                      | 4                                      | 4                                      | 2                                      | 2                                      | 1                                      | 1                                      | 2                                      | 3                                      | 7                                      | 13                                     | 18                                     | 28                                     | 36                                     | uit                                    |

### Mega Top 50
| Hitnotering: 06-08-1994 t/m 12-11-1994 | Hitnotering: 06-08-1994 t/m 12-11-1994 | Hitnotering: 06-08-1994 t/m 12-11-1994 | Hitnotering: 06-08-1994 t/m 12-11-1994 | Hitnotering: 06-08-1994 t/m 12-11-1994 | Hitnotering: 06-08-1994 t/m 12-11-1994 | Hitnotering: 06-08-1994 t/m 12-11-1994 | Hitnotering: 06-08-1994 t/m 12-11-1994 | Hitnotering: 06-08-1994 t/m 12-11-1994 | Hitnotering: 06-08-1994 t/m 12-11-1994 | Hitnotering: 06-08-1994 t/m 12-11-1994 | Hitnotering: 06-08-1994 t/m 12-11-1994 | Hitnotering: 06-08-1994 t/m 12-11-1994 | Hitnotering: 06-08-1994 t/m 12-11-1994 | Hitnotering: 06-08-1994 t/m 12-11-1994 | Hitnotering: 06-08-1994 t/m 12-11-1994 | Hitnotering: 06-08-1994 t/m 12-11-1994 |
| Week                                   | 1                                      | 2                                      | 3                                      | 4                                      | 5                                      | 6                                      | 7                                      | 8                                      | 9                                      | 10                                     | 11                                     | 12                                     | 13                                     | 14                                     | 15                                     |                                        |
| -------------------------------------- | -------------------------------------- | -------------------------------------- | -------------------------------------- | -------------------------------------- | -------------------------------------- | -------------------------------------- | -------------------------------------- | -------------------------------------- | -------------------------------------- | -------------------------------------- | -------------------------------------- | -------------------------------------- | -------------------------------------- | -------------------------------------- | -------------------------------------- | -------------------------------------- |
| Positie                                | 27                                     | 16                                     | 6                                      | 3                                      | 2                                      | 2                                      | 1                                      | 2                                      | 2                                      | 5                                      | 7                                      | 12                                     | 12                                     | 28                                     | 49                                     | uit                                    |